# Sphallenopsis
Sphallenopsis is een kevergeslacht uit de familie van de boktorren (Cerambycidae). De wetenschappelijke naam van het geslacht werd voor het eerst geldig gepubliceerd in 1981 door Fragoso.

## Soorten
Sphallenopsis is monotypisch en omvat slechts de volgende soort:
- Sphallenopsis pilosovittata (Bates, 1872)